# Lijst van aanslagen in Israël

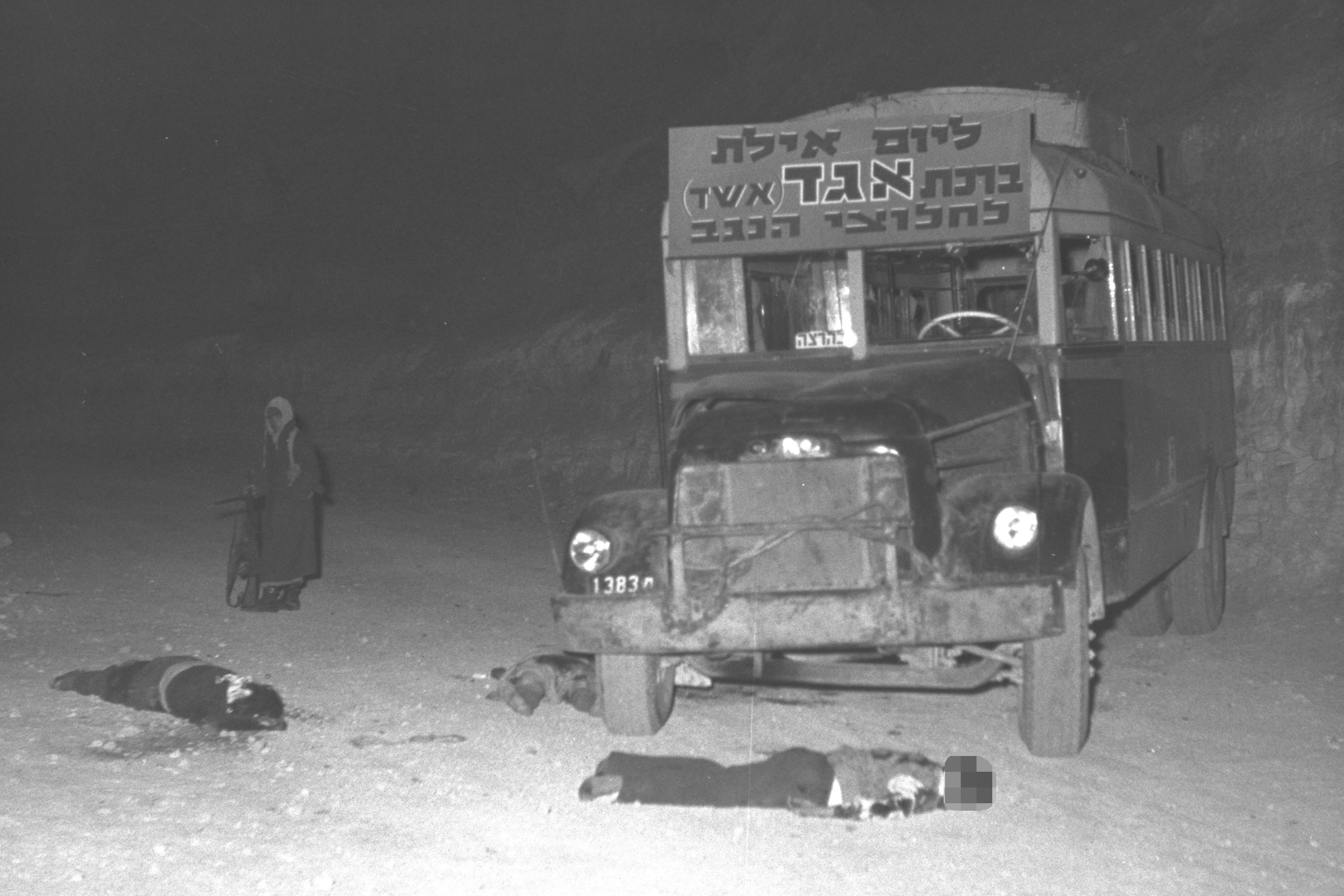
Beschadigde bus in de Schorpioenpas (1954).

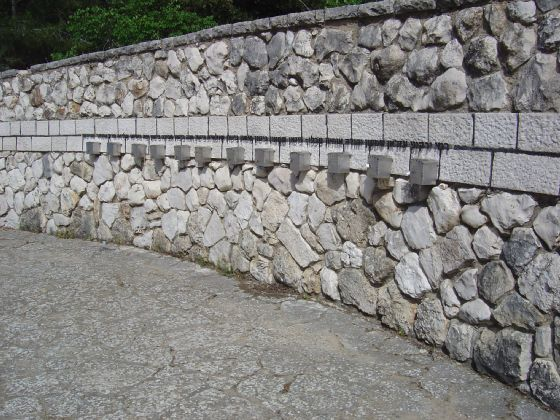
Monument voor de slachtoffers van de aanslag op een schoolbus nabij Avivim.

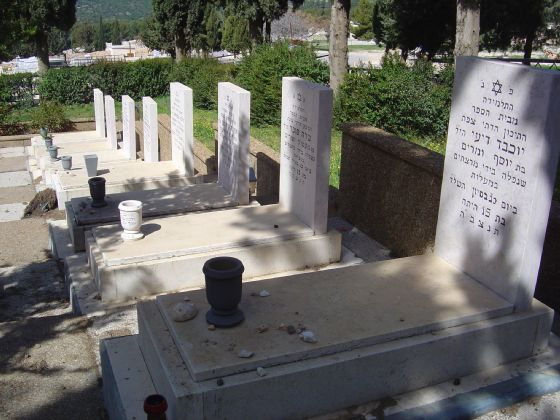
De graven van de slachtoffers van de gijzeling in Ma'alot.

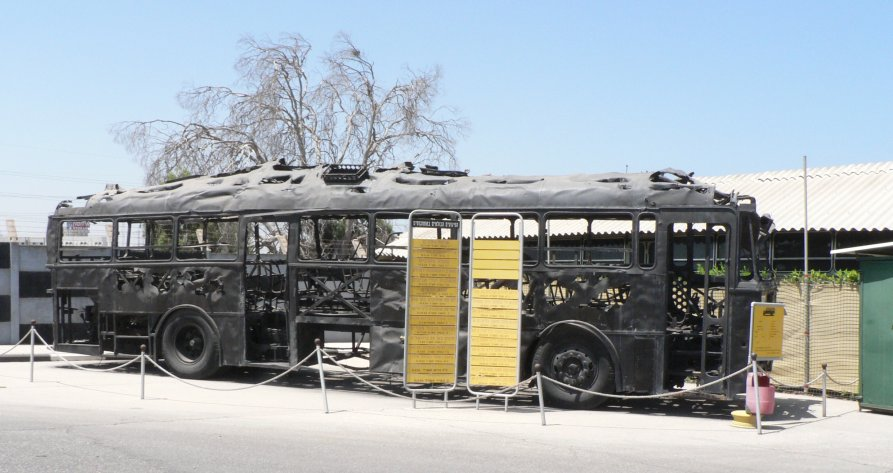
De overblijfselen vande verwoestte bus na de kustwegaanslag.

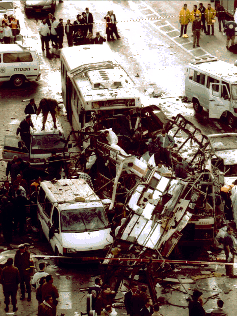
De ravage na de dodelijke aanslag op de Jaffastraat in Jeruzalem op 25 februari 1996.

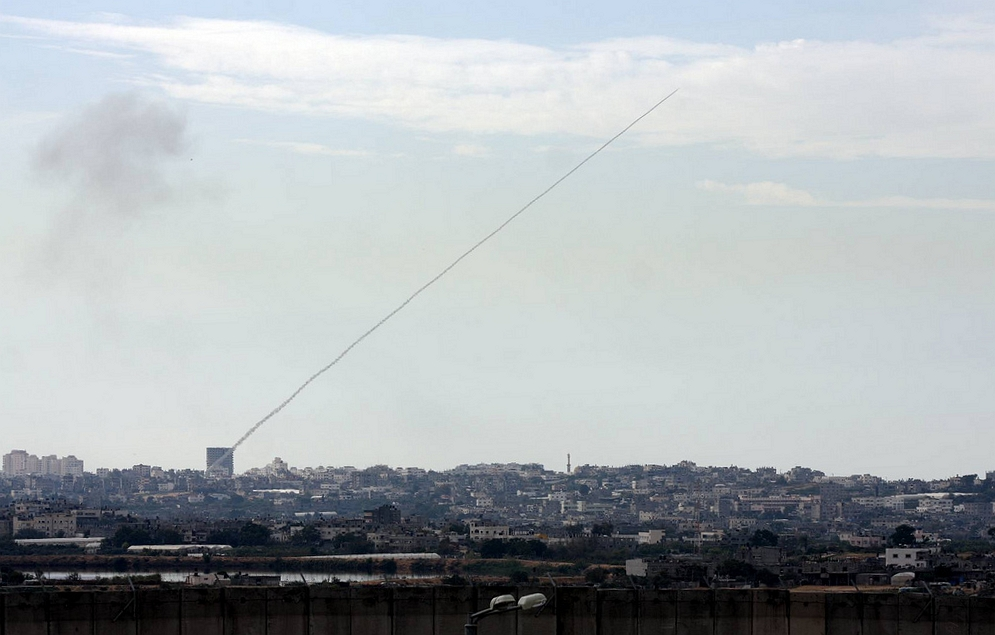
Een raket wordt vanuit de Gazastrook afgevuurd op het zuiden van Israël.

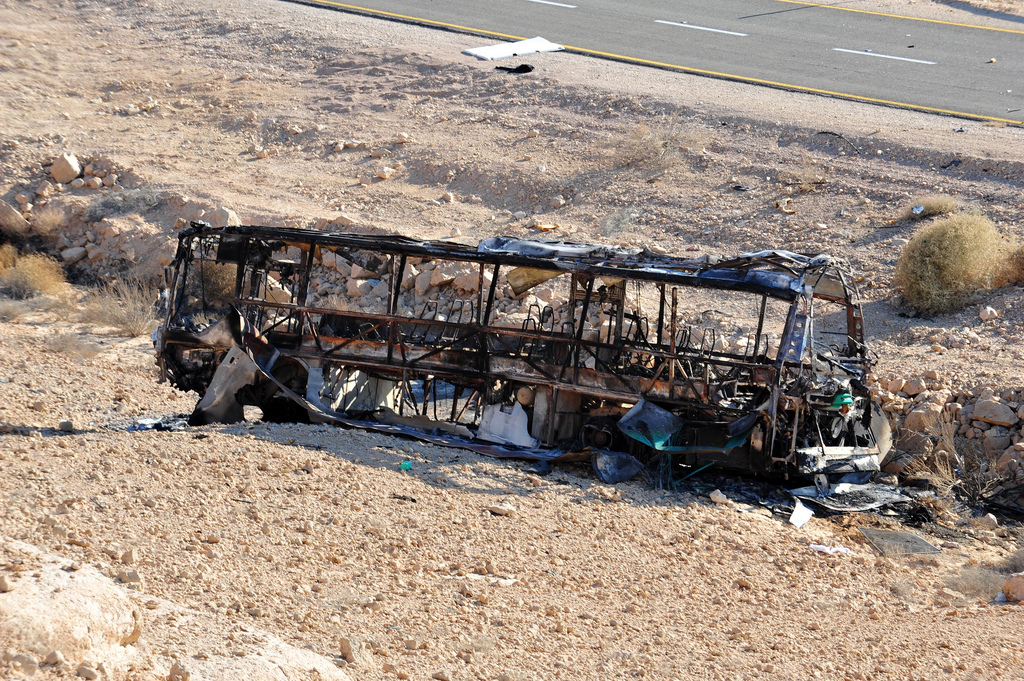
Aanslag op een bus in het zuiden van Israël op 18 augustus 2011. Hierbij komen 7 mensen om.

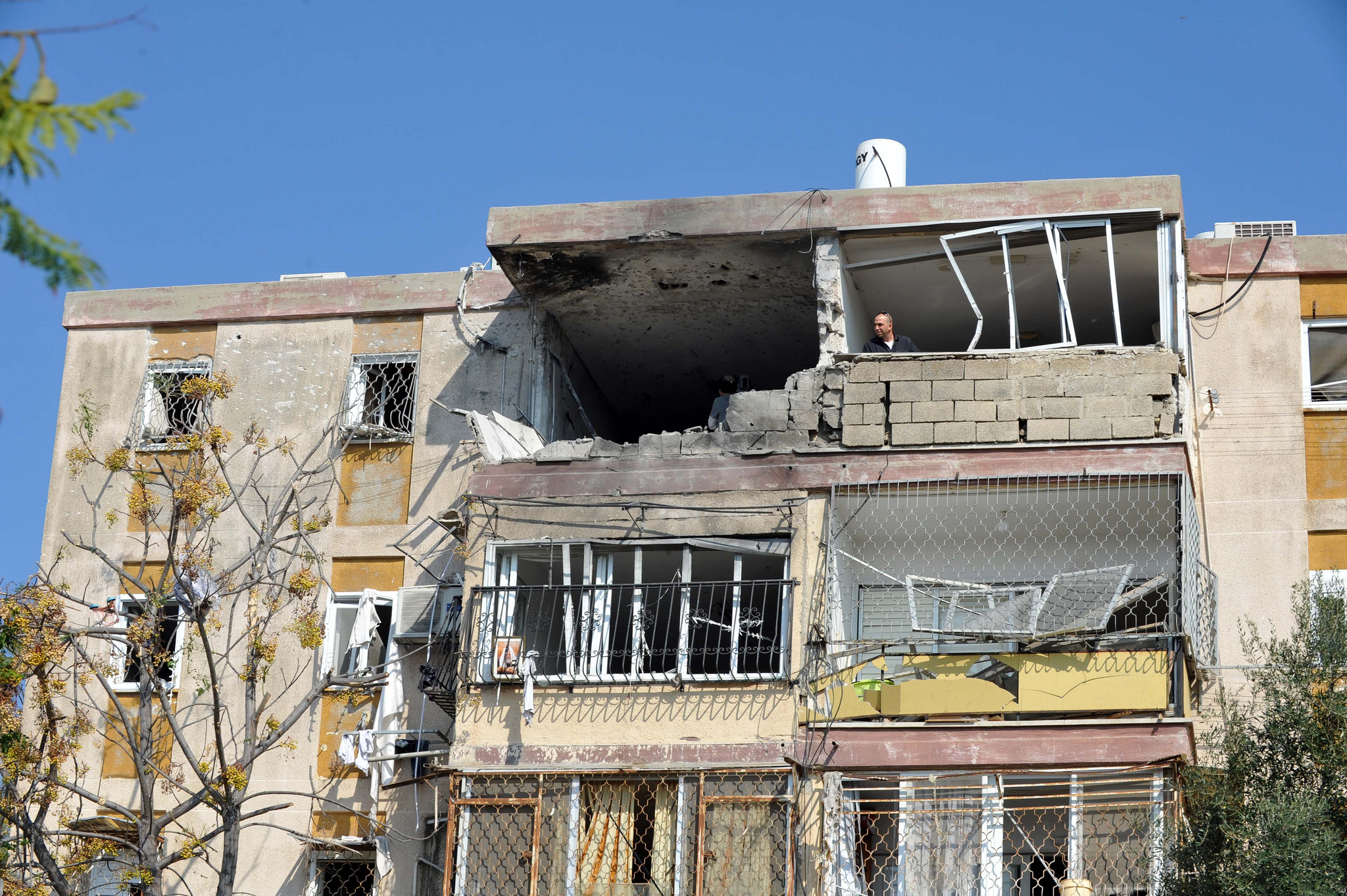
Schade na een Palestijnse raketaanval in 2012 in Kiryat Malachi. Hierbij vielen drie doden.

Onderstaand overzicht is een selectie uit de grote hoeveelheid aanslagen en overige geweldsdaden die in Israël sinds 1948 hebben plaatsgevonden. Alleen aanslagen waarbij drie of meer doden vielen zijn meegenomen. Aanslagen in de Westelijke Jordaanoever en de Gazastrook zijn eveneens niet meegenomen in dit overzicht, ook niet de aanslagen door Joodse extremisten op veelal kerken, katholieke scholen en begraafplaatsen.

## 1950 tot 1959
- 12 oktober 1953 – In haar huis in Yehud wordt Suzanne Kinyas en twee van haar kinderen neergeschoten door een Jordaanse infiltrant.[1]
- 17 maart 1954 – Aanslag op een bus in de Schorpioenpas. De bus van Egged  reed die nacht met 14 passagiers. Terwijl de bus omhoog klom in de pas werd de bus overvallen door gewapende strijders. De chauffeur van de bus werd gedood evenals 10 passagiers. Vier passagiers overleefden de aanval.
- 29 augustus 1955 – Een schutter doodt vier dorpelingen in het dorp Beit-Hanan vlak bij de Gazastrook.[2]
- 11 april 1956 – In het dorp Shafir betreden schutters een synagoge, waar op dat moment veel kinderen aanwezig zijn. Drie kinderen en een jongerenwerker worden gedood.
- 16 augustus 1956 – In de Negevwoestijn wordt Egged bus 391 aangevallen. Vier passagiers worden gedood.[3]
- 12 september 1956 - Bij het dorp Hatzeva nabij de Jordaanse grens worden drie Druzen neergeschoten door Jordaanse militairen. Als wraak valt Israël een Jordaans militair kamp over de grens aan, waarbij 16 doden vallen.[4]
- 23 september 1956 – In de destijds gedeelde stad Jeruzalem worden vanuit de Jordaanse zone (Oost-Jeruzalem) vier Israëlische archeologen neergeschoten. Er vallen 16 gewonden.[5]
- 4 oktober 1956 – Twee jeeps van een Israëlisch bouwbedrijf worden aangevallen door infiltranten vanuit Jordanië in de verlaten grensstreek met Jordanië ten zuiden van de Dode Zee. Vier werknemers worden gedood.[6]
- 25 mei 1958 – Vier Israëlische politiemannen en een VN-waarnemer worden gedood op de Scopusberg door een scherpschutter vanuit het door Jordanië bezette deel van Jeruzalem.[6]

## 1970 tot 1979
- 22 mei 1970 – Aanslag op schoolbus te Avivim. Hierbij vielen 12 doden, waaronder 9 kinderen in de leeftijd van 7 tot 14 jaar. De bus was op weg naar school, maar werd in de buurt van de grens met Libanon beschoten met granaten door leden van het PFLP-GC (Volksfront voor de Bevrijding van Palestina - Algemeen Commando), een afsplitsing van het PFLP (Volksfront voor de Bevrijding van Palestina).[7]
- 30 mei 1972 – Op Luchthaven Ben-Gurion vindt een bloedbad plaats. 17 christelijke pelgrims en 8 Israëliërs komen om door kogels. Ook twee aanvallers worden gedood.

- 11 april 1974 – Bloedbad van Kirjat Sjmona. Drie Palestijnen steken vanuit Libanon de grens over met Israël. Zij gingen een appartementsgebouw binnen in Kirjat Sjmona en vermoordden alle achttien aanwezige burgers, inclusief negen kinderen.[8][9]
- 15 mei 1974 – Gijzeling in Ma'alot. De gijzeling vindt plaats op een school in Ma'alot-Tarshicha in het noorden van Israël. Hierbij vielen 34 doden, waaronder 21 kinderen en raakten 70 mensen gewond.
- 25 juni 1974 – In Nahariya vallen in totaal 7 doden (waaronder 3 aanvallers) bij een aanval door infiltranten die het land binnendringen vanaf zee.
- 19 november 1974 – Het Savoy Hotel in Tel Aviv wordt aangevallen door acht Palestijnse infiltranten. Er vallen in totaal 18 doden, waaronder 7 aanvallers. De PLO van Yasser Arafat claimt de verantwoordelijkheid.
- 15 juni 1975 – In Kfar Yuval, in het uiterste noorden van het land wordt een woning overvallen en de bewoners worden in gijzeling gehouden. Bij de overval van de woning worden alle bewoners doodgeschoten, behalve het jongste kind, dat door de moeder in een wasmachine was verstopt. Er vallen zeven doden, waaronder vier aanvallers.[10]
- 4 juli 1975 – Bomaanslag op het Zionplein in Jeruzalem. Er vallen 15 doden en 77 gewonden.[11]
- 11 maart 1978 – Tijdens deze zogenaamde kustwegaanslag werd op de Kustweg bij Tel Aviv (Israël) een bus overvallen. 38 inzittenden, waaronder 13 kinderen, kwamen om het leven. 71 mensen raakten gewond.[12][13] De aanval was opgezet door Abu Jihad[14] en uitgevoerd door Fatah.
- 22 april 1979 – Een Israëlische familie in Nahariya wordt gegijzeld door terroristen. Dit resulteerde in vier dode Israëliërs en twee gijzelnemers.[15] Een van hen is de Arabische volksheld Samir Kuntar die in Israël tot levenslange gevangenisstraf werd veroordeeld, maar hij kwam in 2008 vrij bij een gevangenenruil tussen Israël en Hezbollah.

## 1980 tot 1989
- 7 maart 1988 – In de Negevwoestijn wordt een bus gekaapt met Israëlische arbeiders op weg naar Dimona. De kaping en de bestorming door het IDF eiste zes levens.[16]
- 6 juli 1989 – Een bus van buslijn 405 tussen Jeruzalem en Tel Aviv rijdt het ravijn in bij het dorp Neve Ilan, nadat een Palestijnse terrorist het stuur greep en de bus naar beneden liet storten. Er zijn 16 doden te betreuren.[17]

## 1990 tot 1999
- 6 april 1994 – Bomaanslag in Afula. Een auto vol explosieven werd vlak naast een bus tot ontploffing gebracht. Er vielen 9 doden. De aanslag werd opgeëist door Hamas: de organisatie maakte bekend dat de aanslag werd uitgevoerd door de 19-jarige Ra'id Zaqarna.
- 13 april 1994 – Op het busstation van Hadera wordt een bus tot ontploffing gebracht. Ook deze aanslag wordt opgeëist door Hamas. Er vallen 5 doden. Ook de dader komt om het leven.[18]
- 19 oktober 1994 – Op het Dizengoffplein in Tel Aviv vindt een zware explosie plaats. In totaal komen 22 mensen om het leven.[19]
- 22 januari 1995 – Twee Palestijnse terroristen blazen zich in de vroege morgen op bij een bushalte tussen Israëlische soldaten die op weekendverlof gaan. Er komen 21 soldaten om in de leeftijd van 18 tot 24 jaar. Ook de twee daders komen om het leven. 69 mensen raken gewond.[20]
- 24 juli 1995 – Een zelfmoordaanslag van Hamas op een bus bij Ramat Gan eist zeven levens, inclusief de dader.[21]
- 21 augustus 1995 – In de wijk Ramat Eshkol in Jeruzalem vindt opnieuw een aanslag plaats op een bus. Inclusief de dader komen vijf mensen om het leven.[22]
- 25 februari 1996 – Een dubbele bomaanslag op de Jaffastraat in Jeruzalem kost tientallen mensen het leven. De eerste bomaanslag vindt plaats op 25 februari (27 doden) en de tweede op 3 maart (19 doden) .[23]
- 4 maart 1996 – In het winkelcentrum Dizengoff in Tel Aviv vindt een zware aanslag plaats tijdens het Poerimfeest. Er vallen bij elkaar, inclusief de dader 14 doden.
- 21 maart 1997 – Zelfmoordaanslag in Café Apropo in Tel Aviv tijdens het Poerimfeest. Drie vrouwen worden gedood. Ook de dader komt om.
- 30 juli 1997 – Aanslag op de Mahane Yehuda markt in Jeruzalem. 16 doden en 178 gewonden.[24]
- 4 september 1997 – Aanslag in de Ben Yehudastraat in Jeruzalem. Inclusief de daders vallen er acht doden.

## 2000 tot 2009
- 4 maart 2001 – In Netanya komen bij een zelfmoordaanslag drie personen en de dader om het leven.
- 18 mei 2001 – Opnieuw een bomaanslag in Netanya. Dit keer vallen er vijf doden. Ook de dader komt om.[25]
- 1 juni 2001 – Bomaanslag op de Dolfinarium-discotheek in Tel Aviv. Hierbij blies een Palestijnse zelfmoordterrorist zichzelf op buiten een discotheek aan de kust in Tel Aviv in Israël en doodde daarbij 21 tieners en verwondde er 132.[26][27][28][29]
- 9 augustus 2001 – Terroristische aanslag in het Sbarro-pizzarestaurant van Jeruzalem. Als gevolg van de aanslag werden 15 mensen vermoord, waarvan 7 kinderen en 130 anderen werden verwond. De aanslagpleger kwam om. Zowel de Hamas als Islamitische Jihad eisten aanvankelijk de verantwoordelijkheid voor de aanslag op, maar het bleek een actie van de Hamas te zijn.
- 9 september 2001 – Zelfmoordaanslag op het treinstation van Netanya. In totaal vallen er vier doden.[30]
- 29 november 2001 – In het noorden van Israël, bij de plaats Pardes Hanna-Karkur vindt een zelfmoordaanslag plaats in een bus. Er zijn drie doden en ook de dader komt om.
- 1 december 2001 – Opnieuw een aanslag in de Ben Yehudastraat in Jeruzalem. Dit keer vallen er 11 doden. Twee daders komen om het leven.
- 2 december 2001 – Een Eggedbus in Haifa explodeert bij een zelfmoordaanval: 16 doden.[31]
- 2 maart 2002 – In de Joods-orthodoxe wijk Beit Yisrael te Jeruzalem vindt een zelfmoordaanslag plaats. 12 mensen komen om het leven.[32]
- 9 maart 2002 – Bomaanslag in Café Moment. Een Palestijnse terrorist blaast zich op in een drukke horecagelegenheid in de wijk Rehavia in de Israëlische hoofdstad Jeruzalem. Een bom onder zijn kleren doodt 11 bezoekers en de dader zelf. 54 mensen raken gewond.[33] De aanslag vond plaats op slechts 100 meter van het huis van de premier van het land.
- 20 maart 2002 – Bij de stad Umm al-Fahm wordt een bus opgeblazen: zeven doden.
- 21 maart 2002 – In de King Georgestraat in Jeruzalem vallen bij een zelfmoordaanslag in totaal vier doden.
- 27 maart 2002 – Bomaanslag in Netanya. Een Palestijnse terrorist blaast zich op in een hotel in de Israëlische stad Netanja. De circa 250 gasten zaten aan de traditionele maaltijd op Sederavond op de benedenverdieping. Sommigen van de slachtoffers waren overlevenden van de Holocaust.[34][35][36]
- 31 maart 2002 – Een zware aanslag in Haifa. In het Matzarestaurant vallen zestien doden, waaronder veel Arabische inwoners van Israël. Ook de dader komt om.[37]
- 10 april 2002 – Een bus van Egged explodeert nabij Haifa tijdens een rit naar Jeruzalem. Acht Israëliërs komen om.
- 12 april 2002 – Opnieuw een aanslag op de  Mahane Yehudamarkt in Jeruzalem. Er komen zes personen om.
- 7 mei 2002 – Bomaanslag in Rishon LeZion: 15 doden.
- 19 mei 2002 – Bomaanslag op de markt in de stad Netanya: 3 doden.
- 5 juni 2002 – Zelfmoordaanslag op een Egged-bus nabij knooppunt Megidda in het noorden van Israël. Er vallen 18 doden.[38]
- 18 juni 2002 – Opnieuw een zelfmoordaanslag op een Egged-bus, nu nabij Beit Safafa, een Arabische wijk van Jeruzalem. Alle 19 doden zijn inwoners van het dorp Gilo. Ook de dader komt om.[39]
- 19 juni 2002 – Een dag later wordt Jeruzalem weer getroffen door een zelfmoordaanslag op een bus, nabij de wijk Giv'at Shapira: 7 doden.[39]
- 17 juli 2002 – In de Neve Sha'ananstraat in Tel Aviv vindt een dubbele bomaanslag plaats. Er zijn zeven doden, inclusief de twee daders.[40]
- 4 augustus 2002 – Bij Knooppunt Meron in de buurt van de stad Safed vindt een zelfmoordaanslag plaats op een bus. Er vallen 10 doden, inclusief de dader.[41]
- 19 september 2002 – Zelfmoordaanslag in de Allenbystraat in Tel Aviv. Met de dader erbij zijn er zeven doden. Hamas claimt de verantwoordelijkheid.[42]
- 21 oktober 2002 – Nabij knooppunt Karkur in het noorden van Israël wordt een Eggedbus opgeblazen: 16 doden, inclusief twee daders.[43]
- 21 november 2002 – In de Jeruzalemse wijk Kiryat Menachem blaast een Palestijnse zelfmoordenaar zich op in een stadsbus: 12 doden.[44]
- 5 januari 2003 – Zelfmoordaanslag op het centrale busstation in Tel Aviv: 25 doden, inclusief daders. De verantwoordelijkheid wordt opgeëist door de Al-Aqsa Martelarenbrigade.[45]
- 5 maart 2003 – Zware aanslag in Haifa. Een Eggedbus wordt opgeblazen door een zelfmoordterrorist. Er vallen 17 doden.[46]
- 30 april 2003 – Aanslag in de pub Mike’s Place in Tel Aviv. Dader is een Britse moslim van Pakistaanse afkomst. Met hem erbij vallen er vier doden.
- 18 mei 2003 – Vermomd als een orthodoxe jood blaast een Palestijn zich op in buslijn 6 in Jeruzalem. Met hem sterven nog zeven mensen.[47]
- 19 mei 2003 – In het winkelcentrum van het stadje Afula in het noorden van Israël blaast een terrorist zichzelf op. Er overlijden drie personen met hem.[48]
- 11 juni 2003 – Op het Davidkaplein in Jeruzalem explodeert een Eggedbus van lijn 14a: 17 doden en circa 100 gewonden.[49]
- 19 augustus 2003 – Bomaanslag in Shmuel HaNavi. Bij deze zelfmoordaanslag vielen 24 doden, waaronder de dader. De bom ging kort voor 21 uur plaatselijke tijd af toen de volle bus op een van de doorgaande routes door de orthodoxe wijk Shmuel HaNavi in het westen van Jeruzalem reed. Onder de slachtoffers waren acht kinderen, het jongste slachtoffer was 11 maanden. Zowel de Islamitische Jihad als Hamas eisten de verantwoordelijkheid op voor de aanslag.
- 9 september 2003 – Bij Tzrifin laat een zelfmoordterrorist zichzelf ontploffen bij een bushalte. Met hem sterven nog negen mensen.[50] Dezelfde dag nog vindt er ook een aanslag plaats bij Cafe Hillel in Jeruzalem, waarbij acht doden vallen.[51]
- 4 oktober 2003 - Terroristische aanslag in het Maxim-restaurant van Haifa, Israël. Eenentwintig Israëliërs - joden en Arabieren - worden gedood en 51 worden verwond.
- 25 december 2003 – Even buiten Tel Aviv wordt een bus opgeblazen. In totaal vijf doden.[52]
- 14 januari 2004 - Vier doden door een zelfmoordaanslag bij de grens tussen Israël en de Gazastrook. Het was de eerste keer dat in de Gazastrook een vrouw in naam van de Hamas een zelfmoordaanslag pleegde.
- 29 januari 2004 - Elf doden door een zelfmoordaanslag op een bus in de Gazastraat in Jeruzalem.
- 22 februari 2004 – Nabij het Vrijheidsbelpark in Jeruzalem ontploft opnieuw een bus van lijn 14a. Onder de doden zijn ook schoolkinderen, die deze morgen op weg waren naar hun school.[53]
- 14 maart 2004 – In de haven van Ashdod kost een dubbele zelfmoordaanslag het leven aan 12 personen.[54]
- 31 augustus 2004 – 18 doden bij een dubbele bomaanslag in Beër Sjeva. Hamas claimt de verantwoordelijkheid.[55]
- 1 november 2004 – Bomaanslag op de Carmelmarkt in Tel Aviv. Er zijn drie doden, ook de dader komt om het leven.[56]
- 13 januari 2005 - Bij een zelfmoordaanslag bij een grensovergang tussen Israël en Gaza worden negen mensen gedood en vallen er meerdere gewonden. Drie Palestijnse militante groeperingen eisen de aanslag op, waaronder de Al-Aqsa Martelarenbrigade.
- 25 februari 2005 - Buiten een nachtclub in de buurt van het strand van Tel Aviv blaast een Palestijnse terrorist zichzelf (en daarmee definitief het staakt-het-vuren) op met 20 pond aan explosieven. Meer dan 4 personen worden gedood en 12 mensen raken gewond.
- 12 juli 2005 - Een Palestijnse tiener blaast zichzelf op in een winkelpromenade in de buurt van Netanya (Israël), waarbij 3 Israëli's worden gedood.
- 4 augustus 2005 - Een deserteur uit het Israëlische leger opent het vuur op een lijnbus die Arabische Israëliërs vervoerde in Shefa Amr, waarbij 4 inzittenden om het leven komen.[57]
- 26 oktober 2005 – Bomaanslag op een markt in Hadera. Er zijn zeven doden, ook de dader komt om het leven.[58]
- 5 december 2005 – Aanslag in het winkelcentrum HaSharon in Netanya. Er zijn zes doden, ook de dader komt om het leven.[59]
- 17 april 2006 – In een shoarmarestaurant in Tel Aviv vlak bij het busstation vindt een zelfmoordaanslag plaats. Met de dader erbij komen 12 mensen om het leven.[60]
- 29 januari 2007 – In Eilat laat een Palestijn  uit de Gazastrook zichzelf ontploffen in een bakkerij. Hij komt samen met drie anderen om het leven.[61]
- 6 maart 2008 – In de Jaffastraat in Jeruzalem rijdt een Palestijn met een shovel drie mensen dood, alvorens hij door de politie wordt doodgeschoten.[62]
- 2 juli 2008 – In een orthodox-Joodse school in Jeruzalem worden 8 mensen neergeschoten door een gewapende schutter. Uiteindelijk wordt ook de schutter gedood.[63]

## 2010 – 2019
- 18 augustus 2011 – In het uiterste zuiden van Israël, nabij Eilat worden bij enkele aanslagen een bus, een personenauto en een groep soldaten aangevallen. Er vallen zes burgerdoden, ook komen er aanvallers, Egyptische en Israëlische soldaten om het leven.[64]
- 15 november 2012 – Een raketaanval vanuit de Gazastrook kost in de stad Kiryat Malachi aan drie Israëliërs het leven, waaronder een zwangere vrouw.[65]
- 18 november 2014 – Bij een Palestijnse aanslag op een synagoge in Jeruzalem komen zeven personen (waaronder de twee daders) om het leven. Acht anderen raken gewond.
- 19 november 2015 – Bij Alon Shvut opent een Palestijn het vuur op een aantal wachtende auto's. Er vallen drie doden. De schutter was Mohammed Abdel Basset al-Kharoub.
- 1 januari 2016 - Bij een schietpartij in Tel Aviv komen twee mensen om en raken zeven anderen gewond. Een derde persoon (een taxichauffeur) wordt door de dader tijdens zijn vlucht vermoord.[66]
- 8 juni 2016 - Twee Palestijnse mannen openen het vuur bij het Max Brenner Cafe in Tel Aviv. 4 doden.
- 8 januari 2017 - Aanslag in Jeruzalem op 8 januari 2017. Rond één uur 's middags reed een vrachtwagen met hoge snelheid in op een groep militairen op de Armon Hanatziv-promenade bij de oude stad. Bij de aanslag kwamen vier militairen om het leven en raakten zeventien militairen gewond, twee raakten zwaargewond.
- 21 juli 2017 - Een Joodse familie wordt aangevallen in Halamish. De slachtoffers van de aanval waren Josef Salomon, zijn dochter Chay en zoon Elad. Zijn vrouw overleefde de aanval.

## 2020 – heden
- 22 maart 2022 - Aanslag in de stad Beër Sjeva. Vier doden. De dader poogde zich eerder aan te sluiten bij IS
- 7 oktober 2023 - Aanslagen van Hamas in het zuiden van Israël. In totaal vallen er circa 1.139 doden.